# Mohammed Saleem Abdullah
Mohammed Saleem Abdullah (in arabo محمد سليم عبدالله‎?; Doha, 17 luglio 1982) è un ex cestista qatariota.

## Carriera
Con il Qatar ha disputato i Campionati mondiali del 2006 e sei edizioni dei Campionati asiatici (2003, 2005, 2007, 2009, 2013, 2015).